# Тшебехово (Поморське воєводство)
Тшебехово (пол. Trzebiechowo, нім. Augusthof) — село в Польщі, у гміні Осек Староґардського повіту Поморського воєводства.
У 1975-1998 роках село належало до Гданського воєводства.